# Xenostryxis caudatus
Xenostryxis caudatus är en stekelart som först beskrevs av Trjapitzin 1972.  Xenostryxis caudatus ingår i släktet Xenostryxis och familjen sköldlussteklar. Inga underarter finns listade i Catalogue of Life.